# Nové Sedlo

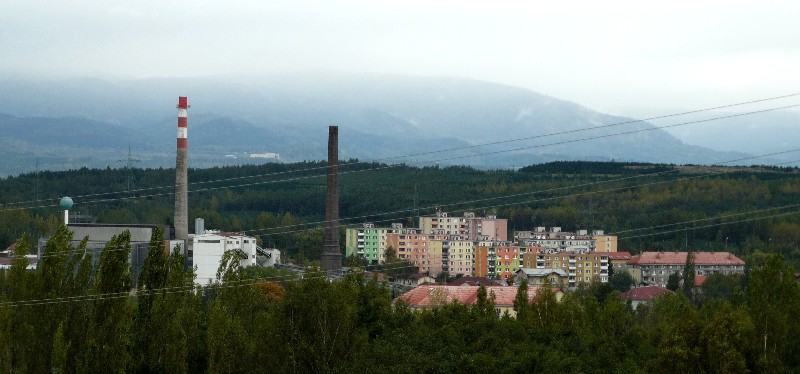
Pohled na město

Město Nové Sedlo (něm. Neusattl) se nachází v okrese Sokolov, kraj Karlovarský. Hraje významnou roli v průmyslu především tradiční sklářskou výrobou obalového skla v závodě O-I Czech Republic (cca 1 mil. ks/den) a dále porcelánkou Rudolf Kämpf v Loučkách, známou výrobou jemného bílého a růžového porcelánu. Žije zde přibližně 2 600 obyvatel.

## Zeměpisná poloha
Město Nové Sedlo leží v nadmořské výšce 427 metrů, na levém břehu Ohře, vedle historického města Lokte, ve středu Sokolovské pánve. Město leží v místě těžby hnědého uhlí. Na západ se nachází lom Družba a vnitřní výsypka lomu Jiří. Novým Sedlem vede silnice II/209 z Lokte do Chodova, kterou v jižní okrajové části města křižuje dálnice D6 z Karlových Varů do Sokolova. Nacházel se zde důl Helena, ve kterém zahynulo v roce 1905 v důsledku výbuchu a požáru 19 horníků. Důl byl následně v roce 1906 uzavřen.

## Historie
První písemná zmínka o obci pochází z roku 1397. Během husitských válek v 15. století bylo město několikrát drancováno husitskými a císařskými vojsky, která městem procházela.
V 16. století prodal Sebastián Thüssel z Taltitz svůj majetek sousednímu panství Loket, ke kterému Nové Sedlo patřilo až do doby zrušení patrimoniální správy v roce 1850. Po osamostatnění se obec stala součástí kraje Loket, kde se nacházelo i sídlo soudu. Nové Sedlo bylo v roce 1899 povýšeno na městys a roku 1908 získalo právo na svůj městský znak.

## Památky a zajímavosti města
Nejcennější památkou ve městě je kostel Nanebevstoupení Páně postavený v roce 1904 převážně ze dřeva. V roce 2014 kostel oslavil 110 od prvního vysvěcení a byl znova vysvěcen, od roku 2022 je chráněn jako kulturní památka České republiky.
Další zajímavostí je uměle vytvořená víceúčelová vodní nádrž „Anna“ jejíž plocha dosahuje 4 ha. V roce 2010 proběhla její celková revitalizace.

## Obyvatelstvo
Při sčítání lidu v roce 1921 zde žilo 4 225 obyvatel, z nichž bylo 473 Čechoslováků, 3 450 Němců, pět Židů a 297 cizinců. K římskokatolické církvi se hlásilo 3 979 obyvatel, 190 k evangelické církvi, šest k československé církvi, 26 k církvi izraelitské, jeden k jiné církvi  a 23 bylo bez vyznání.
| Rok            | 1869 | 1880  | 1890  | 1900  | 1910  | 1921  | 1930  | 1950  | 1961  | 1970  | 1980  | 1991  | 2001  | 2011  |
| -------------- | ---- | ----- | ----- | ----- | ----- | ----- | ----- | ----- | ----- | ----- | ----- | ----- | ----- | ----- |
| Počet obyvatel | 694  | 1 437 | 3 171 | 4 486 | 4 821 | 4 225 | 4 565 | 3 022 | 2 785 | 2 066 | 2 012 | 1 692 | 1 807 | 1 650 |
| Počet domů     | 94   | 140   | 215   | 270   | 283   | 291   | 385   | 449   | 542   | 273   | 191   | 187   | 186   | 204   |

| Rok            | 1869  | 1880  | 1890  | 1900  | 1910  | 1921  | 1930  | 1950  | 1961  | 1970  | 1980  | 1991  | 2001  | 2011  |
| -------------- | ----- | ----- | ----- | ----- | ----- | ----- | ----- | ----- | ----- | ----- | ----- | ----- | ----- | ----- |
| Počet obyvatel | 1 212 | 2 400 | 5 363 | 8 235 | 8 966 | 7 697 | 8 004 | 4 561 | 4 299 | 3 021 | 2 834 | 2 508 | 2 639 | 2 622 |
| Počet domů     | 169   | 245   | 378   | 484   | 518   | 531   | 693   | 783   | 644   | 484   | 386   | 406   | 416   | 449   |

## Doprava

### Silnice
Městem vede silnice II. třídy
- II/209 (Krásno – Horní Slavkov – Loket – Chodov – Nová Role)

### Železnice
Nové Sedlo leží na významné železniční trati, pro cestující označena 140, spojující Chomutov a Cheb a na trati spojující Nové Sedlo a Loket označena 144.

## Části města
- Nové Sedlo
- Chranišov
- Loučky
- Pískový Vrch
- Jalový Dvůr

## Partnerská města
- Schwarzenberg, Německo